# روغن‌ماهی شمالگانی
روغن‌ماهی شمالگانی (نام علمی: Arctogadus glacialis) نام یک گونه از راسته روغن‌ماهی‌سانان است.